# F2Y海標式噴射水上戰鬥機
F2Y海標式（英語：F2Y Sea Dart）是美國唯一研製過的噴射水上戰鬥機，1947年委託康維爾研製，1953年在聖地牙哥灣試飛成功，但由於技術和實際使用的問題，最終失敗收場。

## 基本資料
- 機長: 16米
- 翼展: 10.3米
- 機高: 4.9米
- 翼面積: 53平方米
- 空重: 5,730公斤
- 載重: 7,480公斤

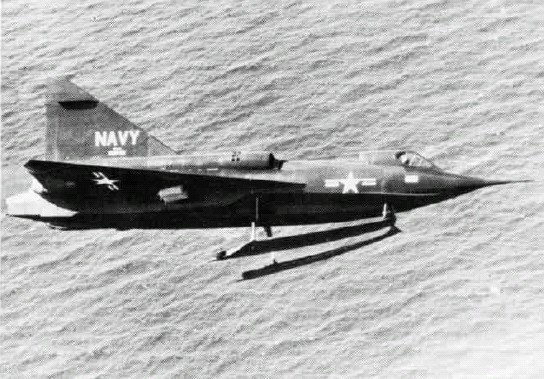
F2Y海標式

- 發動機: 2部J-46噴射發動機(各推力=27kN)
- 最快時速: 1,325公里/小時
- 航程: 826公里
- 昇限: 16,700米
- 武裝:4門20毫米口徑機炮+2枚空對空飛彈
- 乘員:1人

## 設計特點

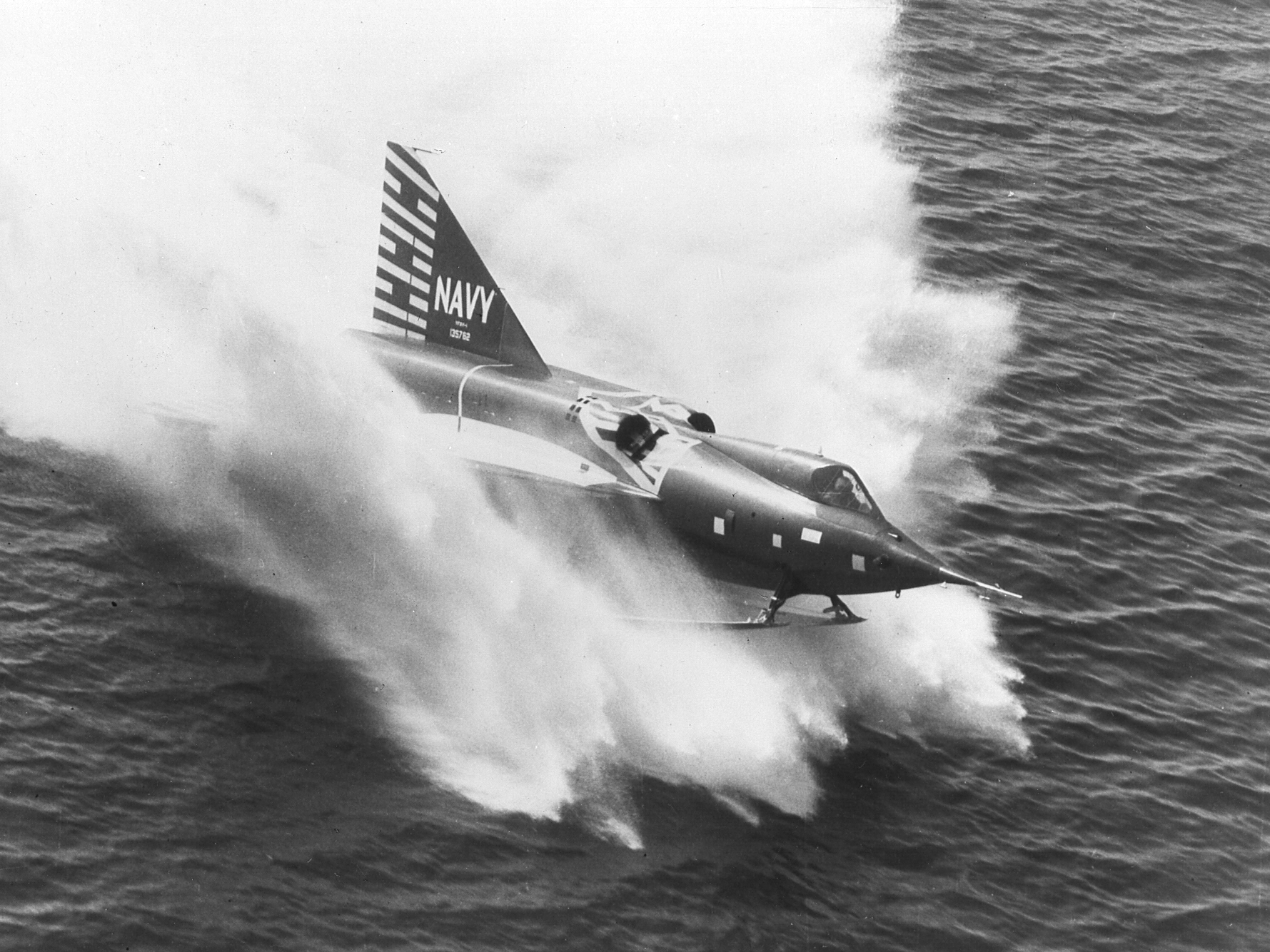
在水面上滑行的F2Y

F2Y採用三角主翼和三角垂直尾翼，無水平尾翼，進氣口在機身上方以防海水湧入，在機身後方有兩部J-46噴射發動機，起落架採用滑水板，但F2Y解決不了在水上滑行時的震動和安全問題。

## 使用國家
- 美国